# サイゴンFC
サイゴンFC（英語: Sài Gòn Football Club、ベトナム語: Câu lạc bộ Bóng đá Sài Gòn）は、ベトナム・ホーチミン市にホームを置いていたサッカークラブである。

## 歴史
2009年、ベトナム人民軍は所有していたテーコンFCの解散を決め、最初にトップチームが売却されてラムソン・タインホアFCとなった。テーコンのBチーム（U-19）も2010年に売却され、2011年からハノイT&TのBチームとしてベトナム・ファーストディヴィジョンでプレーすることになった。翌2012年にはベトナム・ファーストディヴィジョン2位でシーズンを終了したが、この時には親会社が同一のクラブが同一のカテゴリーでプレーすることは禁じられる規定のためにVリーグ1への昇格が認められなかった。
翌2013年、クラブは売却されてグエン・ザン・ドン (Nguyễn Giang Đông) が会長となり、ハノイFCに改名した。T&Tグループとは引き続き協調関係にあった。2015年、Vリーグ2で優勝してVリーグ1への昇格を決定する。
2016年4月、シーズン途中で突如ホームタウンをホーチミン市へ移転し、クラブ名をサイゴンFCに改名した。これに伴ってハノイT&TがハノイFCに改名した。

### クラブの日本化
2020年1月に20年以上の日本在住歴を持つチャン・ホア・ビンが共同オーナーに就任すると、クラブは急速に日本化に舵を切っていった。2020年2月9日にFC東京とパートナーシップを締結してベトナム国内にアカデミーを設立することを発表した。また、2021年2月2日にはFC琉球とアジアストラテジックパートナーシップ契約を、2022年1月24日にはアスルクラロ沼津との業務提携 をそれぞれ締結。チャン・ホア・ビン会長は日本経済新聞のインタビューでベトナム人選手をJリーグに送り込むことに意欲を示し、2022年1月には、ブイ・ゴック・ロン、グエン・バン・ソン（共に沼津）、ブー・ホン・クアン、ファム・バン・ルアン（共に琉球）の4選手がJリーグに移籍している。
一方、トップチームは2020年はVリーグ1を3位で終えてAFCカップ2021出場権を獲得。これによって外国人選手の登録枠にAFC加盟国枠が追加されて4人まで拡大することから、Jリーガーの松井大輔、高崎寛之、禹相皓の3名との契約に踏み切ったほか、苅部隆太郎とも契約し、さらに前レノファ山口FC監督の霜田正浩をシニアアドバイザーに迎えた。しかし、霜田は2021年2月に監督に就任したものの、就任後3戦3敗で翌3月には早くも解任となり、さらに元Jリーガーたちのパフォーマンスも振るわないことから4月にSHBダナンFCからパパ・イブ・ケベとホーチミン・シティFCからパペ・ディアキテを急遽獲得するなど、この年は日本化で成功を収めることはできなかった。しかしながら、チャン・ホア・ビン会長はベトナムサッカーの発展を加速させるために今後も日本化路線を継続していく意向を表明している。

## タイトル
- Vリーグ2：1回
  - 2015

## 歴代監督
- ホアン・ヴァン・フク（ベトナム語版） 2011-2013
- グエン・ドゥック・タング（ベトナム語版） 2015-2018
- ファン・ヴァン・タイ・エム（ベトナム語版） 2018-2020
- 霜田正浩 2021[14]
- フン・タイン・フオン（ベトナム語版） 2021-2023

## 歴代所属選手
- → ドー・メルロ 2021-2023
- 松井大輔 2021
- 高崎寛之 2021
- 禹相皓 2021
- 苅部隆太郎　2021
- パパ・イブ・ケベ（英語版） 2021
- パペ・ディアキテ（英語版） 2021